# Deutscher Funk-Verband

Stempel mit innenliegendem Logo des Deutschen Funk-Verbandes

Der Deutsche Funk-Verband (DFV) e. V. (auch D.F.V.) wurde als Gegenverband zum DARC gegründet. Er war unter anderem durch seine liberale Haltung zum CB-Funk gekennzeichnet. Anfang der 1980er Jahre verliert sich seine Spur. Authentische Zeitzeugen berichten, dass er aufgelöst wurde.

## Entstehung
Der Verein wurde im Dezember 1971 gegründet, die Eintragung ins Vereinsregister erfolgte im März des folgenden Jahres und die Geschäftsstelle befand sich in Ottweiler. Er entstand, weil sich eine kleinere Gruppe von Funkamateuren mit den Mitgliedern des Deutschen Amateur Radio Clubs (DARC) entzweit hatte. Der Grund war unter anderem der Bau des Amateurfunkzentrums (AFZ) in Baunatal und die hiermit verbundenen Kosten. Der DFV war von Beginn an damit konfrontiert, dass der DARC als nationale deutsche Vertretung der Funkamateure bei der Internationalen Fernmeldeunion anerkannt war. Hier würde der DFV auch mit einer nicht unerheblichen Zahl von Mitgliedern nie an Einfluss und damit an Bedeutung gewinnen können. Im Übrigen waren viele bekannte, einflussreiche Funkamateure (u. a. vom Fernmeldetechnischen Zentralamt (FTZ) in Darmstadt und von der Deutschen Bundespost) beim DARC, und der hatte somit das Sagen.

## Der DFV und der CB-Funk
Zugute kam dem Verband die Freigabe von 12 Sprechfunkkanälen im 27-MHz-Bereich im Frühherbst 1975, CB-Funk oder Jedermannfunk genannt. Die boomende Ausbreitung dieser jetzt für jeden nutzbaren Kommunikationsform war so nicht vorauszusehen. In einem Spiegel-Artikel wurde seinerzeit die Zahl der CB-Funker auf ein bis drei Millionen  geschätzt. Zu bestimmten Zeiten (vorwiegend abends) waren die wenigen Kanäle völlig überlastet. Hierdurch kam es zu Streitereien, Nötigungen und anderen (teilweise strafbaren) Delikten. Es entstanden dann Vereine und andere Gemeinschaften mit dem Bestreben, Verbesserungen gegenüber der (damaligen staatlichen) Deutschen Bundespost zu erreichen. Viele schlossen sich dem Deutschen Funk-Verband an. Von dort wurde die Gunst der Stunde erkannt und man nahm die CB-Funker unter ihre Fittiche. Der DFV gliederte sich in Ortsvereine, die eine OV-Kennziffer erhielten. Der OV Nordenham hatte z. B. die Nr. 147 (vergeben ca. 1975). Ob die Auflistung bei 1 begann und (bis mindestens 147) führte, ist nicht bekannt. Zusätzlich gab es ortsvereinfreie Mitglieder. Deren Mitgliedsnummer setzte sich zusammen aus der damals vierstelligen (jetzt nicht mehr gültigen, alten) Postleitzahl und einer dreistelligen laufenden Nummer beginnen mit 1, z. B. 4370001.
Erkennbar waren CB-Funker des DFV an ihrem Rufzeichen. Es setzte sich zusammen aus den ersten zwei Ziffern der (jetzt nicht mehr gültigen, alten) Postleitzahl, dann folgte ein Unterscheidungsbuchstabe und dann eine fortlaufende Nummer. Die Unterscheidungsbuchstaben wurden nach dem sogenannten Nato-Alphabet ausgesprochen. Beispiel: Das erste Rufzeichen eines CB-Funkers aus der Stadt Bremerhaven und Umgebung lautete 28 Foxtrott 1. Bis etwa 1978/79 waren rechts der Unterweser (Einwohner seinerzeit ca. 130.000) 94 Rufzeichen vergeben worden. Der OV mit der Nr. 147 links der Weser hatte zum gleichen Zeitpunkt 66 vergebene Rufzeichen (= Mitglieder). Diese Rufnamen begannen ebenfalls mit 28, erhielten aber den Unterscheidungsbuchstaben K (wie Kilo). Wie hoch die Zahl der Mitglieder des DFV seinerzeit war lässt sich z. Zt. nicht (mehr) feststellen. Der Mittelwert der CB-Funker aus beiden vorgenannten Kommunen (= 904) ergäbe bei rund 60 Mio. Einwohnern in Deutschland eine Mitgliederzahl von ca. 66.000. Diese Zahl ist offensichtlich mindestens eine Zehnerpotenz zu hoch geschätzt. Im Herbst 1977 fand eine der in der Vergangenheit durchgeführten Jahreshauptversammlungen in Frankfurt (am Main) statt. Die Versammlung wurde vom Versandhaus Neckermann gesponsert. Vorstand und Delegierte trafen sich zur zweitägigen Tagung in den Sozialräumen des Versandhauses.

## Auflösung
Wann genau der DFV aufgelöst wurde – wahrscheinlich Anfang der 1980er Jahre – kann derzeit nicht gesagt werden. In einer Diskussion im IRC am 8. Oktober 2006 wurde behauptet: "...der DFV wurde von CB-Funkern an die Wand gefahren." Dies Argument trifft den Kern der Sache sicherlich nicht hundertprozentig. Wie die aufgeführten Zahlen aus dem Unterweserraum zeigen hat die große Zahl der zahlenden Mitglieder (99 % waren CB-Funker) zum längeren Überleben des DFV beigetragen. Zahlen über lizenzierte Funkamateure liegen nicht vor. Man kann sogar sagen, dass die Gründung des DFV später dem DARC neue Mitglieder zugeführt hat. Das Bestreben, Verbesserungen bei der DBP zu erreichen, waren in den ersten Jahren zum Scheitern verurteilt. Ernsthafte CB-Funker begannen deshalb sich auf die Amateurfunkprüfung vorzubereiten – und auch viele bestanden die schwierige Prüfung. Viele von ihnen verließen danach den DFV und wurden Mitglied beim richtigen Amateurfunkverband, eben dem DARC.